# Merzomyia licenti
Merzomyia licenti är en tvåvingeart som först beskrevs av Chen 1938.  Merzomyia licenti ingår i släktet Merzomyia och familjen borrflugor. Inga underarter finns listade i Catalogue of Life.